# Дрозд Максим Сергійович
Максим Сергійович Дрозд (нар. 5 серпня 1991, Івано-Франківськ) — український волейболіст, центральний блокувальник СК Епіцентр-Подоляни з міста Городка на Хмельниччині і збірної України.

## Життєпис
Народився 5 серпня 1991 року в м. Івано-Франківську. Перші кроки в волейболі розпочав з  підписанням контракту з  «Локомотивом з Києва. Де провів 3 сезони, допоміг команді виграти бронзові медалі першої ліги України. 
Сезон 2012/13 підписує з гігемоном Українського волейболу, харківським Локомотивом. В перший сезон у  Локомотив, виграє чемпіонат України, і кубок України.  
В 2015/16 поїхав в перший закординий вояж  в «Дагестан»,здобув з командою бронзові кагороди чемпіонату Росії. 
Сезоні 2016/17 повертається в Україну, в старий-новий клуб  Локомотив з Харкова, де стає ключовим гравцем команди. Після двох сезонів покидає команду. 
Сезон 2018/19 провів у французькому «Туркуен Лілль Метрополь» (Туркуен). 
У серпні 2019 перейшов у болгарський клуб «Нефтохімік Бургас». 
У сезоні 2020/2021 був гравцем ВК «Барком-Кажани» зі Львова. Здобув золоті медалі чемпіонату України, по закінченню сезону підписує контракт з Епіцентр-Подоляни. 
У складі студентської збірної України — півфіналіст Універсіади 2017.

## Досягнення

### У збірній
- Чемпіон Євроліги(1): 2017.
- Срібний призер Євроліги (2): 2021, 2023.

### Клубні
Україна 
- Чемпіон України (6): 2012/2013, 2013/2014, 2014/2015, 2016/2017, 2020/2021, 2021/2022.
- Срібний призер чемпіону України (2): 2017/2018, 2022/2023.
- Переможець Кубка України(5): 2012/2013, 2013/2014, 2014/2015, 2020/2021, 2022/2023.
- Фіналіст Кубка України(2): 2016/2017, 2017/2018.
- Переможець Суперкубка України(2): 2017/2018,2020/2021.
- Фіналіст Суперкубка України(2): 2016/2017.

Росія
- Бронзовий призер Чемпіонату Росії: 2015/2016.

Болгарія
- Фіналіст Кубка Болгарії: 2019/2020.
- Фіналіст Суперкубка Болгарії: 2019/2020.

### Індивідуальні
- Найкращий центральний блокуючий Кубка України 2016/2017.
- Найкращий центральний блокуючий Чемпіонату України 2016/2017.
- Найкращий нападаючий  Євроліга 2017.
- Найкращий центральний блокуючий  Євроліга 2017.
- Найкращий  блокуючи  Євроліга 2017.
- MVP  Євроліга 2017.
- Найкращий центральний блокуючий Чемпіонату України 2017/2018.
- Найкращий центральний блокуючий Кубка України 2017/2018.

## Особисте життя
Не одружений